# Championnat du monde masculin de curling 1963
Navigation
Édition précédente Édition suivante
Le Championnat du monde masculin de curling 1963 (nom officiel : Scotch Cup) est le 5e championnats du monde masculin de curling.

Il a été organisé en Écosse dans la ville de Perth sur le Perth Ice Rink.

## Équipes
| Canada | Écosse | Suède | États-Unis                                                                                              |
| Regina CC, Saskatchewan Skip: Ernie Richardson Third: Arnold Richardson Second: Garnet Richardson Lead: Mel Perry | Kilgraston & Moncrieffe CC, Perth Skip: Chuck Hay Third: John Bryden Second: Alan Glen Lead: Jimmy Hamilton | Åredalens CK, Åre Fourth: John-Allan Månsson Third: Curt Jonsson Second: Gustav Larsson Lead: Magnus Berge Alternate: Sven A. Eklund | Détroit CC, Michigan Skip: Mike Slyziuk Third: Nelson Brown Second: Ernie Slyziuk Lead: Walter Hubchick |

## Classement
| Pays       | Skip               | V | D |
| ---------- | ------------------ | - | - |
| Canada     | Ernie Richardson   | 5 | 1 |
| Écosse     | Chuck Hay          | 3 | 3 |
| États-Unis | Mike Slyziuk       | 3 | 3 |
| Suède      | John-Allan Månsson | 1 | 5 |

*Légende : V = Victoire - D = Défaite

## Résultats

### Match 1
| Équipes              | 1 | 2 | 3 | 4 | 5 | 6 | 7 | 8 | 9 | 10 | Total |
| -------------------- | - | - | - | - | - | - | - | - | - | -- | ----- |
| États-Unis (Slyziuk) | – | – | – | – | – | – | – | – | – | –  | 7     |
| Canada (Richardson)  | – | – | – | – | – | – | – | – | – | –  | 6     |

| Équipes         | 1 | 2 | 3 | 4 | 5 | 6 | 7 | 8 | 9 | 10 | Total |
| --------------- | - | - | - | - | - | - | - | - | - | -- | ----- |
| Écosse (Hay)    | – | – | – | – | – | – | – | – | – | –  | 15    |
| Suède (Månsson) | – | – | – | – | – | – | – | – | – | –  | 4     |

### Match 2
| Équipes              | 1 | 2 | 3 | 4 | 5 | 6 | 7 | 8 | 9 | 10 | Total |
| -------------------- | - | - | - | - | - | - | - | - | - | -- | ----- |
| États-Unis (Slyziuk) | – | – | – | – | – | – | – | – | – | –  | 9     |
| Écosse (Hay)         | – | – | – | – | – | – | – | – | – | –  | 7     |

| Équipes             | 1 | 2 | 3 | 4 | 5 | 6 | 7 | 8 | 9 | 10 | Total |
| ------------------- | - | - | - | - | - | - | - | - | - | -- | ----- |
| Canada (Richardson) | – | – | – | – | – | – | – | – | – | –  | 22    |
| Suède (Månsson)     | – | – | – | – | – | – | – | – | – | –  | 4     |

### Match 3
| Équipes             | 1 | 2 | 3 | 4 | 5 | 6 | 7 | 8 | 9 | 10 | Total |
| ------------------- | - | - | - | - | - | - | - | - | - | -- | ----- |
| Canada (Richardson) | – | – | – | – | – | – | – | – | – | –  | 8     |
| Écosse (Hay)        | – | – | – | – | – | – | – | – | – | –  | 7     |

| Équipes              | 1 | 2 | 3 | 4 | 5 | 6 | 7 | 8 | 9 | 10 | Total |
| -------------------- | - | - | - | - | - | - | - | - | - | -- | ----- |
| États-Unis (Slyziuk) | – | – | – | – | – | – | – | – | – | –  | 18    |
| Suède (Månsson)      | – | – | – | – | – | – | – | – | – | –  | 3     |

### Match 4
| Équipes             | 1 | 2 | 3 | 4 | 5 | 6 | 7 | 8 | 9 | 10 | Total |
| ------------------- | - | - | - | - | - | - | - | - | - | -- | ----- |
| Canada (Richardson) | – | – | – | – | – | – | – | – | – | –  | 14    |
| Suède (Månsson)     | – | – | – | – | – | – | – | – | – | –  | 8     |

| Équipes              | 1 | 2 | 3 | 4 | 5 | 6 | 7 | 8 | 9 | 10 | Total |
| -------------------- | - | - | - | - | - | - | - | - | - | -- | ----- |
| Écosse (Hay)         | – | – | – | – | – | – | – | – | – | –  | 10    |
| États-Unis (Slyziuk) | – | – | – | – | – | – | – | – | – | –  | 8     |

### Match 5
| Équipes             | 1 | 2 | 3 | 4 | 5 | 6 | 7 | 8 | 9 | 10 | Total |
| ------------------- | - | - | - | - | - | - | - | - | - | -- | ----- |
| Canada (Richardson) | – | – | – | – | – | – | – | – | – | –  | 13    |
| Suède (Månsson)     | – | – | – | – | – | – | – | – | – | –  | 6     |

| Équipes         | 1 | 2 | 3 | 4 | 5 | 6 | 7 | 8 | 9 | 10 | Total |
| --------------- | - | - | - | - | - | - | - | - | - | -- | ----- |
| Écosse (Hay)    | – | – | – | – | – | – | – | – | – | –  | 19    |
| Suède (Månsson) | – | – | – | – | – | – | – | – | – | –  | 5     |

### Match 6
| Équipes             | 1 | 2 | 3 | 4 | 5 | 6 | 7 | 8 | 9 | 10 | Total |
| ------------------- | - | - | - | - | - | - | - | - | - | -- | ----- |
| Canada (Richardson) | – | – | – | – | – | – | – | – | – | –  | 11    |
| Écosse (Hay)        | – | – | – | – | – | – | – | – | – | –  | 6     |

| Équipes              | 1 | 2 | 3 | 4 | 5 | 6 | 7 | 8 | 9 | 10 | Total |
| -------------------- | - | - | - | - | - | - | - | - | - | -- | ----- |
| Suède (Månsson)      | – | – | – | – | – | – | – | – | – | –  | 10    |
| États-Unis (Slyziuk) | – | – | – | – | – | – | – | – | – | –  | 6     |

| Champion du monde de curling 1963 |
| --------------------------------- |
| Canada 5e titre                   |